# Instituto de Seguridad Social del Estado de México y Municipios
El Instituto de Seguridad Social del Estado de México y Municipios conocido también por sus siglas ISSEMyM es el organismo público encargado de proporcionar los servicios de seguridad social en el Estado de México para los servidores del estado. Aunque históricamente se remonta a principios del siglo XX, en términos formales y jurídicos el instituto fue creado el 1 de septiembre de 1969 en tiempos del gobernador Juan Fernández Albarrán.

## Historial
El antecedente más remoto del instituto se encuentra en la Sociedad Mutualista de Ahorros y Préstamos de los Empleados Gubernamentales, creada en 1904, durante la gubernatura de José Vicente Villada.
A la par, el derecho de la seguridad social evolucionaba en México. En 1929, se reforma la Constitución de México para elevar al rango de utilidad pública la expedición de una Ley de la Seguridad Social, como resultado, en 1943 se expide por primera vez una legislación en dicho tenor. Dichas reformas sirvieron de modelo para que algunos estados comenzaran a legislar de una manera más eficiente en materia de seguridad social y pensiones para sus trabajadores. Algunos años después, en 1951, con la expedición de la Ley de Pensiones de los Empleados del Estado de México y Municipios, se crea la Dirección de Pensiones del Estado de México, sustituyendo a la mutualista que la precedía, siendo su primer director Santiago Velasco Ruiz.
A nivel federal, el 28 de diciembre de 1959 se crea la Ley del ISSSTE, que entra en vigor en 1960, por la cual los trabajadores del servicio del Estado podían gozar de un régimen especial de seguridad social. Los estados de México podían optar por otorgar a sus trabajadores los beneficios de dicha ley federal o crear la propia de conformidad con el artículo 115 Constitucional así como las instituciones que prestaran dichos servicios. Este último fue el caso del Estado de México que el 1 de septiembre de 1969 convierte la Dirección de Pensiones en el Instituto de Seguridad Social a favor de los Servidores Públicos del Gobierno del Estado de México y de los HH. Ayuntamientos de sus Municipios, así como de los trabajadores de las Instituciones y Organismos Coordinados y Descentralizados de carácter estatal.
En 2001 se aprueba la Ley de Seguridad Social para los servidores públicos del Estado de México y Municipios publicada el 9 de enero de 2002, dicha ley señala al instituto como el encargado de la aplicación de dicha ley y lo define jurídicamente como un organismo público descentralizado con personalidad jurídica y patrimonio propios (Art. 2). Asimismo, dicha ley en su artículo 14 le otorga la instituto los siguientes objetivos: I. Otorgar a los derechohabientes las prestaciones que establece la presente ley de manera oportuna y con calidad; II. Ampliar, mejorar y modernizar el otorgamiento de las prestaciones que tiene a su cargo; III. Contribuir al mejoramiento de las condiciones económicas, sociales y culturales de los derechohabientes.  

## Gobierno
El instituto tiene como mayor autoridad al Consejo Directivo, presidido por el Secretario de Administración, constituido un Comisiario y  doce vocales que representan a los distintos niveles de gobierno, servidores públicos, sindicatos y pensionados del Estado de México.
Para el despacho de los asuntos, cuenta además con 4 coordinaciones:
- Coordinación de Servicios de Salud
- Coordinación de Prestaciones y Seguridad Social
- Coordinación de Administración y finanzas
- Coordinación de Innovación y calidad

## Clínicas y hospitales
ISSEMYM Cuenta con:
- 4 hospitales de tercer nivel.
- 10 hospitales regionales.
- 5 clínicas regionales.
- 33 clínicas de consulta externa.
- 50 consultorios propios.
- 14 unidades médicas móviles.

En total cuenta con 116 unidades de atención médica a los derecho-habientes distribuidos en 68 municipios del Estado de México.